# Reza Babak
Reza Baabak, (en persan: رضا بابک) né le 10 mars 1945 à Téhéran, est un acteur, réalisateur et scénariste iranien du théâtre, du cinéma et de la télévision.

## Filmographie

### Cinéma
Acteur : 
- 1979 : Cherikye Tara (Ballade de Tara) de Bahram Beyzai
- 1988 : Ersiyeh (Héritage) de Kazem Balouchi
- 1989 : Reyhaneh d'Ali Reza Ra’issian
- 1990 : Gorbeh Avazeh Khan (Une chatte cantatrice) de Kambuzia Partovi
- 1992 : Labeyeh Tigh de Jamal Shourjeh
- 1992 : Cheshmhayam Baray-e To (Mes yeux pour toi) de Khosro Shojaei
- 1993 : Kodakani Az Ab va Guel (Des enfants de la terre et de l’eau)  d'Ataolah Hayati
- 1994 : Bozorg, kheyli Bozorg (Grand, très grand) de Farzin Mehdipour
- 2005 : Shorideh de Mohammad Ali Sajadi
- 2004 : Be Rang-e Arghavan (En couleur de pourpre) d'Ebrahim Hatamikia
- 2008 : Davat (Invitation) d’Ebrahim Hatamikia
- 2024 : Moft Bar de Adel Tabrizi[7]

### Télévision
- 2009 : Le Coffre-fort (Gav Sandough) de Maziar Miri – Série télévisée